# Alipio (nome)
Alipio  è un nome proprio di persona italiano maschile.

## Varianti
- Femminili: Alipia[1]

### Varianti in altre lingue
- Catalano: Alipi[3], Alip[3]
- Greco antico: Ἄλυπος (Alypos), Ἀλύπιος (Alypios)[1]
- Latino: Alypius[1][2], Alypus[1]
- Portoghese: Alípio
- Spagnolo: Alipio[3]

## Origine e diffusione
Risale al greco Ἀλύπιος (Alypios), tratto da λύπη (lū́pē, "dolore") combinato con un'alfa privativa; il significato è interpretabile come "che non ha (o che non dà) dolore/pena". 
Il nome, passato in latino come Alypius, fu particolarmente comune fra gli schiavi in età imperiale; il culto verso sant'Alipio di Tagaste ne promosse poi l'uso in ambienti cristiani. Gode di scarsissima diffusione in Italia, e negli anni 1970 se ne contavano circa quattrocento occorrenze, attestate principalmente in Toscana e nelle Marche, e sparse per il resto nel Centro-Nord.

## Onomastico
L'onomastico si può festeggiare il 15 agosto in memoria di sant'Alipio, vescovo di Tagaste, amico di sant'Agostino e oppositore di donatisti e pelagiani, oppure il 26 novembre in ricordo di sant'Alipio, stilita di Adrianopoli.

## Persone
- Alipio di Alessandria, scrittore egizio
- Alipio di Bisanzio, vescovo romano
- Alipio di Tagaste, vescovo romano
- Alipio lo Stilita, religioso bizantino

### Variante Alípio
- Alípio, calciatore brasiliano